# Racotis sulawesaria
Racotis sulawesaria is een vlinder uit de familie van de spanners (Geometridae). De wetenschappelijke naam van de soort is voor het eerst geldig gepubliceerd in 2004 door Rikio Sato.

## Type
- holotype: "male, II.1995, native collector"
- instituut: NIAES, Tsukuba, Ibaraki, Japan
- typelocatie: "Indonesia, Sulawesi, Sampuraga"